# Catharine Trotter
Catharine Trotter Cockburn (Londres, 16 d'agost de 1679 - Longhorsley, Northumberland, 11 de maig de 1749) va ser una novel·lista, dramaturga i filòsofa anglesa que va escriure sobre diversos temes, incloses la filosofia moral i la teologia, i va mantenir una correspondència prolífica.
Els escrits de Trotter abasten un ampli ventall de temes, com ara la necessitat, la infinitud de l'espai i la substància. Tanmateix, el seu enfocament principal es va centrar en qüestions morals. Ella creia que els principis morals no eren inherents, sinó que podien ser descoberts per cada individu mitjançant l'ús de la raó, una facultat atorgada per Déu, i que radicaven en la pròpia naturalesa humana. El 1702, va publicar la seva primera obra filosòfica significativa, titulada A Defense of Mr. Lock's [sic.] An Essay Concerning Human Understanding. Aquesta defensa va rebre elogis per part de John Locke, que va expressar el seu agraïment proporcionant suport financer i llibres a Trotter.
El treball de Trotter va cridar l'atenció de William Warburton, que va escriure un prefaci per al seu darrer treball filosòfic. A més, el biògraf Thomas Birch es va acostar a ella per ajudar-la a compilar una col·lecció de les seves obres. Tot i que Trotter va acceptar el projecte, va morir abans que la publicació es pogués completar. Com a resultat, Birch va publicar pòstumament una col·lecció de dos volums titulada The Works of Mrs. Catharine Cockburn, Theological, Moral, Dramatic and Poetical l'any 1751. Aquesta col·lecció serveix com a font principal a través de la qual els lectors i historiadors l'han conegut.

## Biografia
Catharine Trotter va néixer de pares escocesos que vivien a Londres i es va criar inicialment com a protestant, però es va convertir al catolicisme romà a una edat jove. El seu pare, el capità David Trotter, era un respectat comodor de la Royal Navy, conegut personalment pel rei Carles II i el duc de York, que valoraven el seu servei distingit. La mare de Catharine, Sarah Bellenden, estava estretament relacionada amb Lord Bellenden, el duc de Lauderdale i el comte de Perth. El seu pare va morir el 1684, deixant la família en una posició econòmica delicada.
Catharine, que era la filla petita, mostrava un intel·lecte agut, una aptitud natural per adquirir coneixements. Tot i que la seva educació formal no està documentada, s'hi va referir al seu Poem on the Busts, suggerint que era modesta i normal. Va llegir llibres amb avidesa, passant des d'obres imaginatives que la van captivar de petita fins a tractats de filosofia moral i religió a mesura que es desenvolupaven les seves habilitats de raonament i judici. Ella mateixa va aprendre francès i, amb l'ajuda d'una amiga, llatí.

## Carrera literària i filosòfica

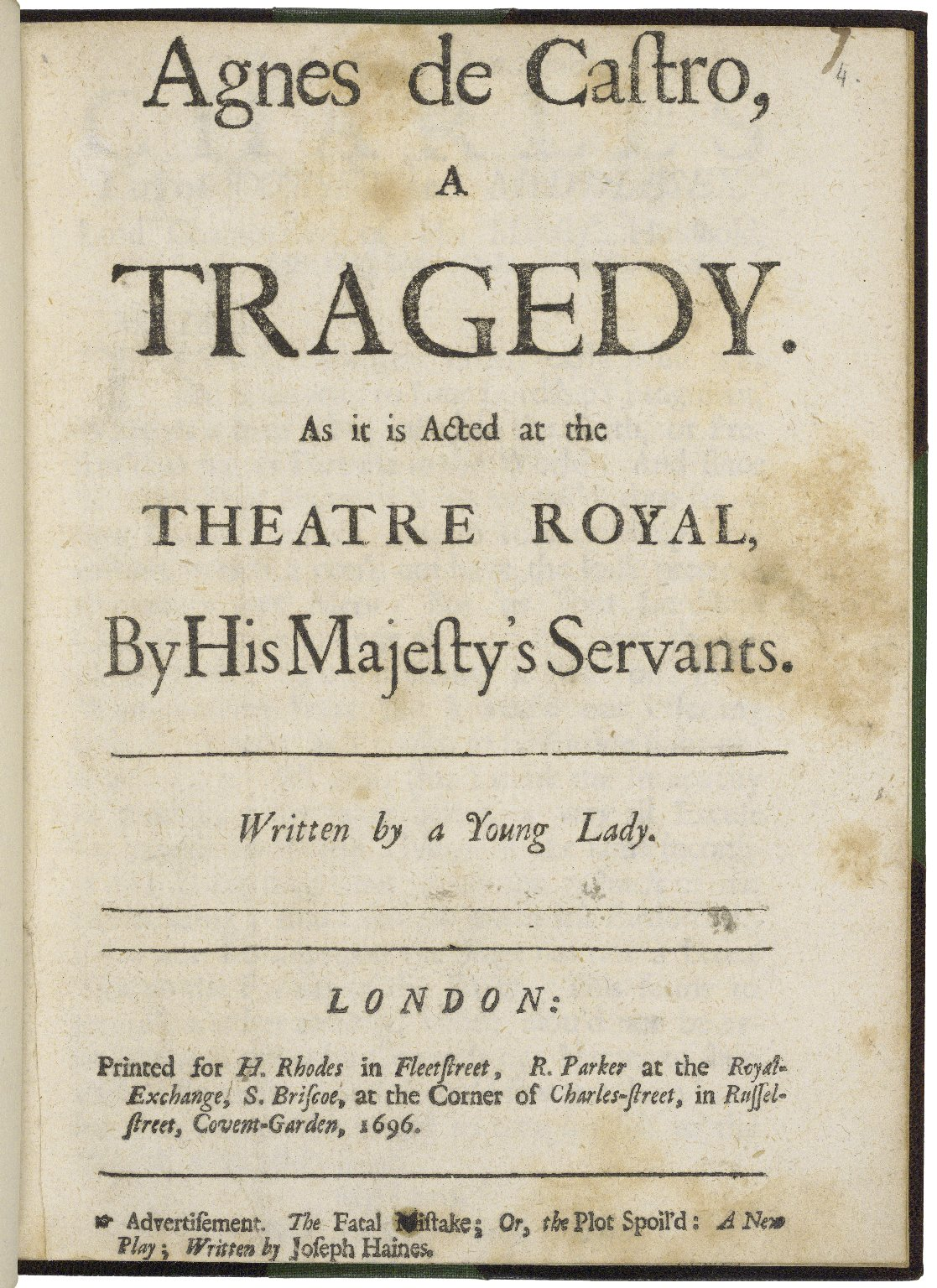
Agnes de Castro (1696)

La seva primera novel·la, The Adventures of a Young Lady, més tard rebatejada amb el títol d'Olinda's Adventures, es va publicar anònimament el 1693, quan ella tenia catorze anys. La seva primera obra dramàtica, Agnes de Castro, una dramatització en vers de la història del mateix títol escrita per Aphra Behn, es va representar al 1695 al Teatre Reial i dsprés es va editar. El 1696, es va veure satiritzada al costat de Delarivier Manley i Mary Pix en l'obra anònima The Female Wits ('Els enginys femenins').
El 1698, la seva segona tragèdia, considerada la millor, Fatal Friendship, es va representar al teatre acabat d'establir Lincoln's Inn Fields. Més tard es va publicar amb una dedicatòria a la princesa de Gal·les. L'obra no només va consolidar la reputació de Trotter com a dramaturga, sinó que també va obtenir una pluja de versos complementaris i va ampliar la seva xarxa d'amics influents. La lliçó moral extreta a la conclusió subratlla la importància de la desconfiança en un mateix i els perills de l'excés de confiança.
A principis de 1701, la seva comèdia Love at a Loss, or Most Votes Carry It, es va representar al Theatre Royal i es va publicar el maig del mateix any. La seva tercera tragèdia fou The Infeliz penitent, es va representar a Drury Lane i es va publicar a l'agost. Encara seguirien The Unhappy Penitent, i The Revolution of Sweden, de 1706.
Entre 1701 i 1703 es va traslladar a Salisbury, on començà a estudiar la filosofia de John Locke. El maig de 1702, Trotter va escriure la seva primera obra filosòfica, A Defence of Mr Lock's Essay of Human Understanding (Una defensa de l'Assaig de l'enteniment humà del Sr. Locke), que li va valer l'amistat i la consideració personal de John Locke i Lady Masham.
Segurament durant una crisi espiritual, va adoptar fervorosament la fe catòlica, però el 1707 es va convertir a l'anglicanisme i publicà A Discourse Concerning a Guide in Controversies, in Two Letters: Written to One of the Church of Rome, by a Person Lately Converted from that Communion, explicant els motius raonats de la seva opció. Un any més tard, Catharine Trotter es va casar amb Patrick Cockburn, un clergue, i van tenir tres filles: Mary, Catherine i Grissel, i un fill, John. Quan pogué tornar als interessos intel·lectuals, després de superar greus dificultats finaceres, va escriure A Vindication of Mr. Locke's Christian Principles, a partir de les Injurious Imputations of Dr. Holdsworth, que va quedar inèdit fins al 1751, quan s'inclogué a les seves Obres.
Després de viure a Aberdeen i a Londres i, a partir de 1737, la família passà a residir a Longhorsley, on començà l'etapa més prolífica de la prodfucció filosòfica de Catharine Cockburn. Allà hi va escriure dues obres en defensa de Samuel Clarke: Remarks on Some Writers in the Controversy Concerning the Foundation of Moral Duty and Moral Obligation (1739), que es va publicar el 1743. I The Principles and Reasonings of Dr. Rutherforth's Assaig sobre la naturalesa i l'obligació de la virtut (1747)', una crítica de la filosofia moral de Thomas Rutherforth. Ambdues obres van ser escrites en defensa de Samuel Clarke.

## La condició com a dona
Ella mateixa va reconèixer les limitacions que se li imposaven com a dona i va expressar el seu descontentament a través dels seus escrits. En la dedicatòria a L'amistat fatal (1698), reflexiona sobre l'expectativa d'enfrontar-se a les crítiques quan una dona assumeix un paper diferent a la societat, sobretot si es dedica al que es considera el domini dels homes.
Sempre va publicar els seus escrits filosòfics de manera anònima, com havia decidit «pel bé de la veritat», per tal com, segons que explicava en una carta a Thomas Burnet, «el nom d'una dona donaria un prejudici contra una obra d'aquesta naturalesa; i la veritat i la raó tenen menys força, quan la persona que les defensa és prejutjada».

## Obres

### Teatre
- Agnes de Castro, Londres, Teatre Drury Lane, 1695-1696.
- Fatal Friendship, Londres, Lincoln's Inn Fields, 1698.
- Love at a Loss, or, Most Votes Carry It (més tard reescrita com The Honourable Deceiver; or, All Right at the Last), Londres, Teatre Reial a Drury Lane, 1700.
- The Unhappy Penitent, Londres, Teatre Reial a Drury Lane, 1701.
- The Revolution of Sweden, Londres, Teatre de la Reina, 1706.

### Llibres
- Agnes de Castro, A Tragedy (1696).
- Fatal Friendship. A Tragedy (1698).
- Love at a Loss, or, Most Votes Carry It. A Comedy (1701).
- The Unhappy Penitent, A Tragedy (1701).
- A Defence of Mr. Lock’s [sic.] Essay of Human Understanding (1702).
- The Revolution of Sweden. A Tragedy (1706).
- A Discourse concerning a Guide in Controversies, in Two Letters (1707).
- A Letter to Dr. Holdsworth, Occasioned by His Sermon Preached before the University of Oxford (1726).
- Remarks Upon the Principles and Reasonings of Dr. Rutherforth’s Essay on the Nature and Obligations of Virtue (1747).
- The Works of Mrs. Catharine Cockburn, Theological, Moral, Dramatic, and Poetical. 2 vols. (1751).

### Altres publicacions
- Olinda’s Adventures; or, The Amours of a Young Lady, en vol. 1 de Letters of Love and Gallantry and Several Other Subjects. (1693).
- Epíleg, a Queen Catharine or, The Ruines[sic.] of Love, por Mary Pix. (1698).
- “Calliope: The Heroick [sic.] Muse: On the Death of John Dryden, Esq.; By Mrs. C. T.” en The Nine Muses. Or, Poems Written by Nine severall [sic.] Ladies Upon the Death of the late Famous John Dryden, Esq. (1700).
- “Poetical Essays; May 1737: Verses, occasion'd by the Busts in the Queen's Hermitage.” Gentleman's Magazine, 7 (1737): 308.

### Obres impreses
- Catharine Trotter Cockburn: Philosophical Writings. Ed. Patricia Sheridan. Peterborough, ON: Broadview Press, 2006. ISBN 1-55111-302-3. $24.95 CDN.
- “Love at a Loss: or, Most Votes Carry It.” Ed. Roxanne M. Kent-Drury. The Broadview Anthology of Restoration & Early Eighteenth-Century Drama. Ed. J. Douglas Canfield. Peterborough, ON: Broadview Press, 2003. 857-902. ISBN 1-55111-581-6. $54.95 CDN.
- Olinda’s Adventures, Or, the Amours of a Young Lady. New York: AMS Press Inc., 2004. ISBN 0-404-70138-8. $22.59 CDN.